# Лепесток

Схематическое изображение цветка в разрезе:
1 Цветоложе
2 Чашелистики
3 Лепестки
4 Тычинки
5 Пестик

Лепесто́к (лат. pétalum от др.-греч. πέταλον — лист, цветок) — внутренний видоизменённый лист околоцветника в цветке покрытосеменных растений. Совокупность лепестков цветка называют венчиком (лат. corolla). Лепестки располагаются внутри чашечки.

## Структура
Количество лепестков в венчике различно. Происхождение лепестков может быть связано с вегетативными листьями, но у большинства видов они представляют собой утолщённые и разросшиеся стерильные тычинки. Вблизи основания лепестков иногда образуются дополнительные структуры, которые в совокупности называют привенчиком. Как и чашелистики, лепестки венчика могут срастаться с собой краями (сростнолепестный венчик) или оставаться свободными (свободнолепестный, или раздельнолепестный венчик). Особый специализированный тип венчика — венчик мотылькового типа — наблюдается у растений подсемейства Мотыльковые семейства Бобовые.
Лепесток часто состоит из двух частей — верхней, широкой, называемой отгибом и нижней, узкой, похожей на черешок листа и называемой ноготком. Ноготок характерен для лепестка некоторых капустных, например, лакфиоль, горчица.

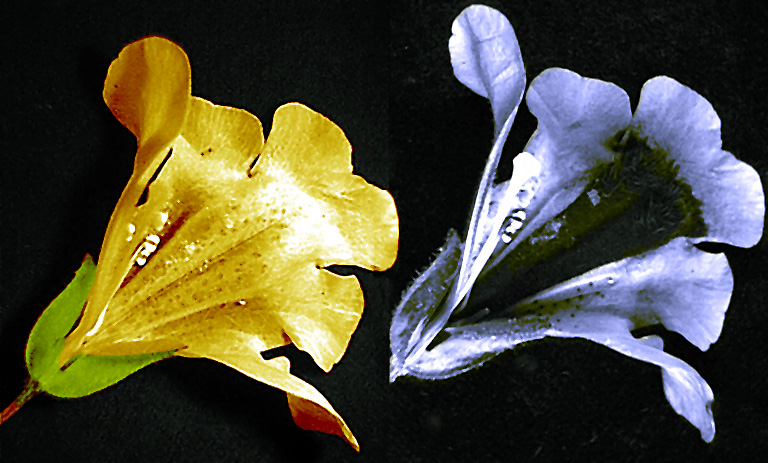
Цветок губастика в видимом свете (слева) и в ультрафиолете (справа), тёмная область на правом снимке — указатель нектара

Венчик, как правило, самая заметная часть цветка, отличается от чашечки более крупными размерами, разнообразием окраски и формы. Обычно именно венчик создаёт облик цветка. Окраску лепестков венчика определяют различные пигменты: антоциан (розовая, красная, синяя, фиолетовая), каротиноиды (жёлтая, оранжевая, красная), антохлор (лимонно-жёлтая), антофеин (коричневая). Белая окраска связана с отсутствием каких-либо пигментов и отражением световых лучей. Чёрного пигмента не бывает, а очень тёмная окраска цветов представляет собой очень сгущённые тёмно-фиолетовые и тёмно-красные цвета. Венчики некоторых растений в ультрафиолетовом свете выглядят иначе, чем в видимом, — имеют различные узоры, пятна, линии. Всё это могут видеть пчёлы, для которых различно окрашенные в ультрафиолете участки служат указателями нектара (англ. Nectar guide):63.
Аромат цветков создают летучие вещества, главным образом эфирные масла, которые образуются в клетках эпидермы лепестков и листков околоцветника, а у некоторых растений — в осмофорах (особых различной формы желёзках, имеющих секреторную ткань). Выделяющиеся эфирные масла обычно сразу испаряются.
Роль венчика заключается в привлечении насекомых-опылителей. Кроме того, венчик, отражая часть спектра солнечных лучей, днём предохраняет тычинки и пестики от перегрева, а закрываясь на ночь, создают камеру, препятствующую их охлаждению или повреждению холодной росой. Часто лепестки, направленные вниз, увеличены в размере, имеют отличный от остальных цвет и образуют «посадочную площадку» для насекомых (например, фиалки, орхидеи) или хранилища пыльцы.

## Терминология
Терминология восходит к Карлу Линнею, который ввёл её в 1735 году вместо прежнего общего термина Flos («цветок»). Русское слово лепесток является уменьшительно-ласкательным производным от старорусского «лепест» — «лист».